# Tumor jukstaglomerulnih celic
Tumor jukstaglomerulnih celic ali reninom (JCT ali JGCT) je redek tumor ledvic, ki zajema jukstaglomerulne celice. Odkrit je bil leta 1967, do dandanes pa je bilo dokumentiranih manj kot 100 primerov.

## Genetika in patologija
Kariotipska analiza rakastih celic pogosto prikaže izgubo 9. in 11. kromosoma. Zaradi nenormalnega povečanja števil (hiperplazije) jukstaglomerulnih celic pride do prekomernega izločanja (hipersekrecije) renina, kar povzroči povišan krvni tlak (hipertenzijo) in znižano koncentracijo kalija (K+) v krvi (hipokaliemijo).

## Diagnoza in zdravljenje
Povišan krvni tlak in prisotnost in granul z reninom v histoloških preparatih nakazujejo na reninom. Reninom je benigen tumor in je enkapsuliran, kljub temu pa je bil dokumentiran primer metastaziranja, zato je njegov maligni potencial neznan. Navadno se lahko tumor odstrani s kirurškim posegom.